# 盧斯安奴·費古路亞
盧斯安奴·加比爾·費古路亞·靴里拉（Luciano Gabriel Figueroa Herrera，1981年5月19日—），生於阿根廷聖菲，阿根廷足球運動員，司職前鋒。

## 國際賽生涯
費古路亞在效力藍十字和維拉利爾期間獲阿根廷國家隊徵召，並在2004年美洲國家盃和2005年洲際國家盃時表現搶眼，當時只有巴西國家隊的阿祖安奴能超越他，而他更協助阿根廷奪得2004年夏季奧運會的金牌，在國際賽層面上，他上陣15場9錄得9球命中率達60％，與馬田巴勒莫相同，可是他最終因十字韌帶受創，而無法代表阿根廷出戰2006年世界盃。

## 榮譽
小保加
- 阿根廷甲組聯賽冠軍（2008）

柔佛DT
- 馬來西亞超級聯賽冠軍（20142015）
- 馬來西亞盃亞軍（2014）
- 馬來西亞慈善盾冠軍（20152018）
- 亞協盃冠軍（2015）

阿根廷
- 2004年夏季奧運會冠軍（2004）
- 2004年美洲國家盃亞軍（2004）
- 洲際國家盃亞軍（2005）

個人
- 阿根廷甲組聯賽 神射手（2008）
- 馬來西亞超級聯賽 七月最佳球員（2015）
- 馬來西亞超級聯賽 最佳外援球員（2015）

## 外部連結
- 香港足球總會網頁球員註冊資料 （页面存档备份，存于）